# Saint-Oradoux-de-Chirouze
Saint-Oradoux-de-Chirouze is een gemeente in het Franse departement Creuse (regio Nouvelle-Aquitaine) en telt 87 inwoners (2009). De plaats maakt deel uit van het arrondissement Aubusson.

## Geografie
De oppervlakte van Saint-Oradoux-de-Chirouze bedraagt 27,5 km², de bevolkingsdichtheid is dus 3,2 inwoners per km².

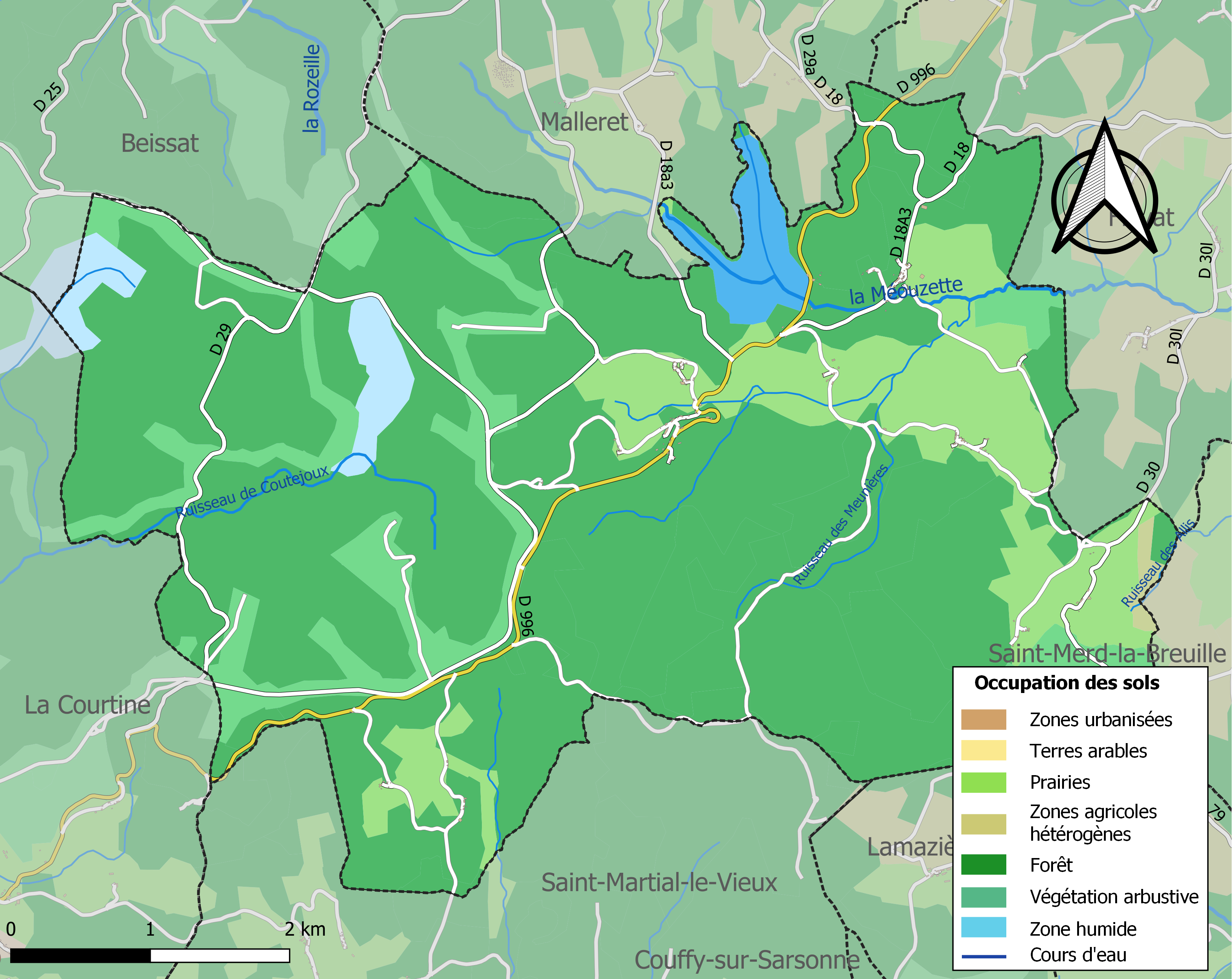
Kaart van de gemeente met de belangrijkste infrastructuur, bodemgebruik en omliggende gemeenten

## Demografie
Onderstaande figuur toont het verloop van het inwonertal (bron: INSEE-tellingen).